# Mikuláš Šidík
Mikuláš Šidík (6. března 1941 - 13. listopadu 2015) byl slovenský a politik, rusínské respektive ukrajinské národnosti, po sametové revoluci československý poslanec Sněmovny lidu Federálního shromáždění za Komunistickou stranu Slovenska, později za Stranu demokratické levice.

## Biografie
Ve volbách roku 1990 zasedl do Sněmovny lidu (volební obvod Východoslovenský kraj) za KSS, která v té době byla ještě slovenskou územní organizací celostátní Komunistické strany Československa (KSČS). Postupně se ale osamostatňovala a na rozdíl od sesterské strany v českých zemích se transformovala do postkomunistické Strany demokratické levice, do jejíhož klubu roku 1991 přešel. Mandát obhájil ve volbách roku 1992. Ve Federálním shromáždění setrval do zániku Československa v prosinci 1992.
Profesí byl zemědělský inženýr, v parlamentu obhajoval existenci zemědělských družstev.